# ロンスベルク
ロンスベルク (ドイツ語: Ronsberg) は、ドイツ連邦共和国バイエルン州シュヴァーベン行政管区のオストアルゴイ郡に属す市場町である。

## 地理
ロンスベルクはアルゴイ地方に位置する。

### 自治体の構成
この町は、公式には17の地区 (Ort) からなる。このうち小集落や孤立農場などを除く集落を以下に列記する。
- ディンギスヴァイラー
- ノイエンリート
- オーバーヴァイラー
- ロンスベルク
- ツァーデルス

#### ディンギスヴァイラー集落
- 人口: 約60人
- 高度: 海抜 776m
- 座標: 北緯47度54分46秒 東経10度22分33秒 / 北緯47.91278度 東経10.37583度

この集落は農業の村である。集落の中心には聖レオンハルトに捧げられた礼拝堂がある。教会組織はウンターアルゴイのエンゲトリート司祭区に属す。

## 歴史
ウルジン家は1130年頃にロンスベルクに新しい主城を造営した。1546年に市場町に昇格したロンスベルクは、ともにオーストリア大公の支配下にあったケンプテン侯とオットーボイレン修道院との間で分割統治されていた。首邑のロンスベルク自体はケンプテン側に属した。1803年の帝国代表者会議主要決議以降、この集落はバイエルン領となった。バイエルンの行政改革に伴う1818年の市町村令によって現在の自治体が成立した。最初のロンスベルク教区教会の建設は1845年から1847年になされた。

### 人口推移
- 1970年 1,665人
- 1987年 1,623人
- 2000年 1,713人

## 行政
2020年3月15日の選挙で、ミヒャエル・シュトゥルム (Bürgerliste Ronsberg) が 95.8 % の支持票を集めて町長に選出された。

### 紋章
図柄: 赤地に金の獅子。青と銀の斜め縞模様の竿につけられた青と銀に斜め二分割の旗をその前足で支えている。

## 経済と社会資本

### 教育
- 国民学校 1校

## 引用
1. ↑  https://www.statistikdaten.bayern.de/genesis/online?operation=result&code=12411-003r&leerzeilen=false&language=de Genesis-Online-Datenbank des Bayerischen Landesamtes für Statistik Tabelle 12411-003r Fortschreibung des Bevölkerungsstandes: Gemeinden, Stichtag (Einwohnerzahlen auf Grundlage des Zensus 2011)
2. ↑  Bayerische Landesbibliothek Online
3. ↑  “Wahl des ersten Bürgermeisters - Kommunalwahlen 2020 in der Gemeinde 'Markt Ronsberg' - Gesamtergebnis”. 2021年4月10日閲覧。